# Saint-Pierre-de-Clages
Saint-Pierre-de-Clages és una localitat de Suïssa.
Situada a la comuna de Chamoson a Valais, sobre el con al·luvial de la Losentse.
La vila de Saint-Pierre-de-Clages es va fusionar amb la comuna de Chamoson l'any 1376.
És famosa per la seva església romànica del segle xi amb un campanar octogonal i la nau rectangular de l'interior. S'observa a la nau, recolzant els arcs, pilars de maçoneria de vegades quadrats, de vegades cilíndrics. El campanar es va planificar des del primer moment en la seva forma característica i es va construir probablement poc després del 1150.
Saint-Pierre-de-Clages és igualment coneguda com la vila del llibre suïssa.